# Championnat d'Italie de football de deuxième division 1935-1936
Navigation
Édition précédente Édition suivante
La saison 1935-1936 de Serie B est la 7e édition du championnat d'Italie de football de D2. 
Cette saison le championnat se dispute avec une poule unique. Les deux premiers sont promus en Serie A.
La prochaine saison le championnat passe à 16 équipes, il y aura 6 clubs relégués en fin de saison.
À l'issue de la saison, Lucchese termine à la première place en compagnie de Novare, les deux clubs sont sacrés champions de Serie B et sont promus en Serie A 1936-1937 (1re division).

## Classement
| Rang | Équipe                   | Pts | J  | G  | N  | P  | Bp | Bc | Diff |
| ---- | ------------------------ | --- | -- | -- | -- | -- | -- | -- | ---- |
| 1    | Lucchese                 | 48  | 34 | 21 | 6  | 7  | 75 | 33 | +42  |
| 1    | Novare                   | 48  | 34 | 21 | 6  | 7  | 61 | 33 | +28  |
| 3    | Livourne R               | 45  | 34 | 19 | 9  | 6  | 73 | 30 | +43  |
| 4    | Messine                  | 44  | 34 | 19 | 6  | 9  | 59 | 52 | +7   |
| 5    | Pise                     | 37  | 34 | 14 | 9  | 11 | 52 | 45 | +7   |
| 5    | Pro Verceil R            | 37  | 34 | 15 | 7  | 12 | 44 | 40 | +4   |
| 5    | Hellas Vérone            | 37  | 34 | 14 | 9  | 11 | 48 | 45 | +3   |
| 8    | Calcio Catane            | 33  | 34 | 16 | 1  | 17 | 45 | 47 | -2   |
| 8    | Aquila                   | 33  | 34 | 14 | 5  | 15 | 43 | 46 | -3   |
| 10   | Atalanta                 | 32  | 34 | 13 | 6  | 15 | 25 | 50 | -25  |
| 11   | Modène FC                | 31  | 34 | 13 | 5  | 16 | 43 | 50 | -7   |
| 12   | Vezio Parducci Viareggio | 28  | 34 | 8  | 12 | 14 | 43 | 53 | -10  |
| 12   | US Pistoiese             | 28  | 34 | 12 | 4  | 18 | 28 | 44 | -16  |
| 12   | SPAL                     | 28  | 34 | 11 | 6  | 17 | 39 | 51 | -12  |
| 12   | Foggia                   | 28  | 34 | 11 | 6  | 17 | 39 | 51 | -12  |
| 16   | ACN Sienne 1904 P        | 27  | 34 | 9  | 9  | 16 | 39 | 52 | -13  |
| 16   | Vigevanese               | 27  | 34 | 10 | 7  | 17 | 34 | 51 | -17  |
| 18   | Tarente P                | 19  | 34 | 5  | 9  | 20 | 20 | 38 | -18  |

|  | Promu en Serie A                                       |
|  | Relégation en Prima Divisione 1936-1937 (1re division) |

Note:
 Victoire à 2 points
- Quatre clubs étant à la 12e place, un mini-championnat est organisé entre Vezio Parducci Viareggio, Pistoiese, SPAL et Foggia. Viareggio sort vainqueur et reste en deuxième division.